# Ceradocus hawaiiensis
Ceradocus hawaiiensis är en kräftdjursart som beskrevs av J. L. Barnard 1955. Ceradocus hawaiiensis ingår i släktet Ceradocus och familjen Melitidae. Inga underarter finns listade i Catalogue of Life.